# マイケル・K
『マイケル・K』（Life & Times of Michael K）は、2003年にノーベル文学賞を受賞したJ・M・クッツェーの第4作目の小説である。1983年に出版され、同年のブッカー賞を受賞した。
アパルトヘイト時代の南アフリカを舞台に、口唇裂を持つ31歳の庭師マイケルが、内戦で疲弊した都市ケープタウンから、母親が少女期を過ごした思い出の地、プリンスアルバートの農場まで、病んだ母親を手作りの車椅子に乗せて困難な旅を続ける姿を描く。途中、母親は死に、その骨灰をもってマイケルは旅を続け、遺棄された農場にたどり着くが食べるものがない。そこで野生化したヤギをペンナイフ1本で殺し、食べきれない肉を腐らせるという「経験」をする。そこへ農場主の孫息子と名のる男があらわれてマイケルを従僕扱いしたため山にこもる。しかし餓死しそうになって街へ降りたところを逮捕されて労働キャンプへ入れられる。そこも抜け出してふたたび農場へ戻ったマイケルは、あらゆる束縛からのがれ、たったひとりカボチャを育てて生きようとする。
第2部では視点が変わり、軍によって発見された餓死寸前のマイケルを治療する医師の立場から語られる。
第3部で再度マイケルの視点にもどる。結局ケープタウンに舞い戻ったマイケルがふたたび農場へ行って暮らそうとするところで、物語はまたふりだしに戻るかのようにして閉じられる。

「K」という名前がカフカの『審判』の主人公を想起させると論じられたが、じつは、クッツェーが愛読するドイツの作家ハインリヒ・フォン・クライストの『ミヒャエル・コールハース』Michael Kohlhaasから取られていることが、クッツェーの草稿から明らかになっている。 - また、作品の底流にはクッツェーが少年時代から読み親しんだデフォーの『ロビンソン・クルーソー』の世界が流れているとも論じられる。

きわめて寓話的な作品といわれているが、厳しい検閲制度があった当時の南アフリカで、"Waiting for the Barbarians"（日本語訳は『夷狄を待ちながら』）ともども、作品が発禁にならないようにするため、細部にいたるまで周到な注意をはらって書かれている。「投獄、軍事統制、拷問に集中したのは、この国にある刑務所の独房で起きていることを表現することが禁止されていたことに対する、病理学上の応答だった」と作家自身がエッセイ集Doubling the Point: Essays and Interviewsのインタビューで語っている。緊張感をはらんだ骨太の作品は、地域性を超え、時代を超え、すでに古典として読める。

## 日本語訳
- 『マイケル・K』くぼたのぞみ訳　筑摩書房 1989.9,   ちくま文庫 2006.8,    岩波文庫 2015.4